# Medaille ausgezeichnetes Volkskunstkollektiv der Deutschen Demokratischen Republik

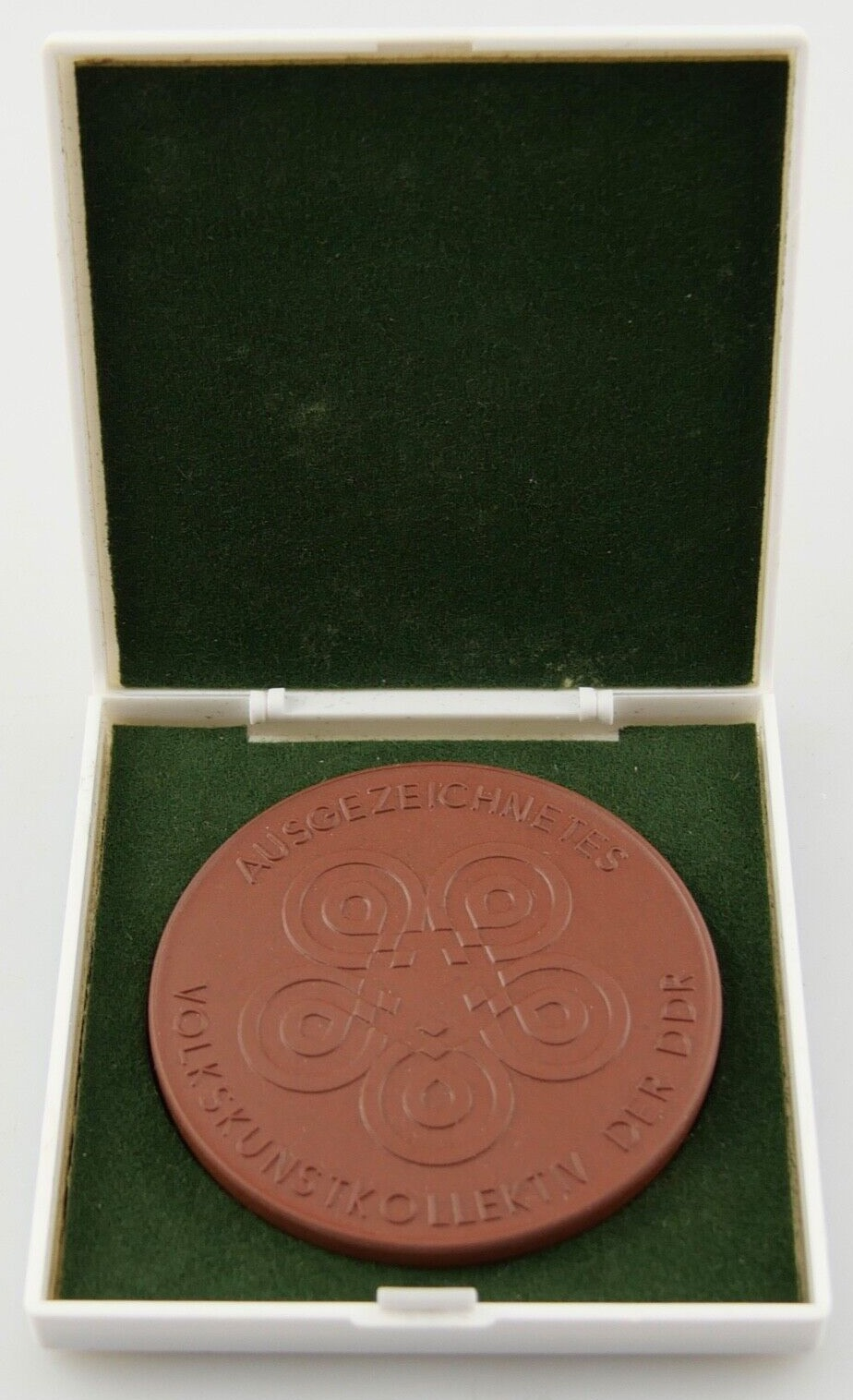
Böttgersteinzeugmedaille „Ausgezeichnetes Volkskunstkollektiv“ im Etui

Die Medaille ausgezeichnetes Volkskunstkollektiv der Deutschen Demokratischen Republik war eine staatliche Auszeichnung  der Deutschen Demokratischen Republik (DDR), welche in Form einer nicht-tragbaren Medaille verliehen wurde.

## Geschichte
Die Medaille wurde am 26. August 1974 gestiftet. Sie konnte nur an Kollektive verliehen werden und zwar auf der Grundlage kollektiver Verpflichtungen, die zu vorbildlichen kulturpolitischen sowie künstlerischen Leistungen führten. Die Verleihungshöchsttzahl war streng limitiert und lag jährlich bei nur drei Verleihungen je Stadtbezirk bzw. Kreis.

## Aussehen und Tragweise
Die aus braunem Böttgersteinzeug und in einer Etui verliehene Medaille mit einem Durchmesser von 60 mm stellt eine nichttragbare Auszeichnung dar und zeigt ihrem Avers ein stilisiertes Volkskunstmotiv sowie die Umschrift: AUSGEZEICHNETES (oben) und VOLKSKUNSTKOLLEKTIV DER DDR. Das Revers der Medaille zeigt dagegen die fünfzeilige Inschrift: UNSERE LIEBE, / UNSERE KUNST / UNSEREM / SOZIALISTISCHEN / VATERLAND. Unten fast am Rand sind noch die beiden gekreuzten Schwerter der Meißner Manufaktur zu sehen.

## Niedrigere Stufe
Neben der Medaille ausgezeichnetes Volkskunstkollektiv der DDR wurde auch die ähnlich aussehende Medaille hervorragendes Volkskunstkollektiv der DDR verliehen, die als niedrigere Auszeichnung angesehen wurde.